# Boucaniers
|  | Se også Pirat |
Boucaniers eller boucanierer (dansk:bukkanerer, fransk: boucanier, engelsk: buccaneer) er betegnelsen for medlemmer af sørøverbander i Vestindien i 1600-tallet. De angreb primært spanske skibe.
Bukkanererne var fast baseret i Caribien, havde store besætninger og var i stand til at angribe og erobre kystbyer. Mange havde kaperbreve fra Frankrig og England, eller blev tolereret af disse lande. Fra slutningen af 1600-tallet blev de caribiske sørøveres skibe og mandskab mindre, og de mistede opbakning fra myndighederne i de franske og engelske kolonier. Samtidig begynder sørøverne også at sejle til Det Indiske Ocean via "Piratrunden" syd om Afrika. Dermed ophører bukkaner-perioden.

## Navnet
Navnet har forbindelse til det arawakiske ord buccan, en trærist til at tørre kød på i solen. Boucaniers, der også kaldes flibustierne, var først navnet på de franske kolonister, som fra 1625 drev kapervirksomhed fra øen Saint-Christoph (Saint Kitts).

## Baggrund og begyndelse
Den blomstrende handel på de spanske kolonier i Amerika lokkede mange eventyrere til Caribien, hvor de slog sig på smugleri og sørøveri. På grund af spaniernes overmod og forsøg på at udelukke alle andre nationer fra at deltage i handelen på deres kolonier, tolereredes piraterne af englændere, franskmænd og hollændere. Efter at disse eventyrere var fordrevet fra Saint-Christoph og Santa Cruz i 1630, søgte de tilflugt på Haïti og den lille ø Tortuga. Spanierne foretog et plyndringstogt mod denne ø, mens flibustierne var væk. Her nedslog de kvinder, børn og syge, hvilket fremkaldte en stærk hævnfølelse hos flibustiererne og drev dem til at genoptage sørøveriet og føre en forbitret krig mod spanierne. Efter at have modtaget forstærkninger af indvandrere fra Frankrig, dannede de en sand røverkoloni, der blev holdt sammen af den strengeste disciplin. Efter først overvejende at have opbragt rigt lastede spanske handelsskibe, angreb de siden Spaniens krigsskibe og endte med at bemægtige sig og udplyndre flere spanske kolonier.

## Berømte anførere og aktioner
Blandt de mest fremtrædende anførere er den languedocske adelsmand Monbars, F. l’Olonais, som i 1666 angreb Maracaibo, og Henry Morgan, som 1670 indtog og brandskattede Puerto Belo og Chagres og derefter drog mod Panama, som udplyndredes, desuden nederlænderen Nicolas Van Horn som 1683 overfaldt Veracruz og med 1500 fanger sejlede bort gennem en stor spansk flåde. Såvel på de østlige som på de vestlige kyster af Amerika var flibustiererne en skræk for spanierne, og deres ubegrænsede dristighed gjorde deres bistand eftersøgt af de i disse farvande krigsførende magter. 1655 gav boucanierer på Haïti sig under fransk beskyttelse og dannede kernen af den franske koloni Saint-Domingue. I 1697 var de forenede med den franske eskadre, som under Pointis erobrede Cartagena og udplyndrede byen. På hjemvejen overfaldt og ødelagde de en engelsk og en hollandsk flåde.

## Afslutning
Da det spanske herredømme i de amerikanske farvande var blevet brudt sidst i 1600-tallet, ophørte de øvrige europæiske sømagter med at beskytte sørøverne, og flibustiervæsenet ophørte i begyndelsen af det 18. århundrede. Mange af sørøverne vendte tilbage til fredelige erhverv, blandt andre William Dampier, som blev en kendt opdagelsesrejsende, mens andre anskaffede sig mindre skibe og spredte deres virksomhed ud over verdenshavene.